# Löwik Meubelen
Das Team Löwik Meubelen war ein niederländisches Radsportteam.
Die Mannschaft wurde 2003 unter dem Namen Löwik-Tegeltoko gegründet. Im Jahr 2005 wurde dann Van Losser Co-Sponsor und seit 2006 ist die Möbelfirma Löwik Meubelen alleiniger Namensgeber. Seit 2005 besaß die Mannschaft eine UCI-Lizenz als Continental Team und nahm hauptsächlich an Rennen der UCI Europe Tour teil. Nach Ablauf der Saison 2007 wurde das Team nicht mehr bei der Union Cycliste Internationale registriert.
Manager war Erik Snel, der von seinen Sportlichen Leitern Herman Snoeijink und Rob Froeling unterstützt wurde. Das Team wurde mit Fahrrädern der Marke Van Limpurg ausgestattet.

## = Erfolge in der UCI Europe Tour
In den Rennen der Saison 2007 der UCI Europe Tour gelangen die nachstehenden Erfolge.
| Datum        | Rennen                                      | Fahrer            |
| ------------ | ------------------------------------------- | ----------------- |
| 8. Juli      | Rund um den Elm                             | Sander Oostlander |
| 12. Juli     | 1. Etappe Grand Prix Cycliste de Gemenc     | Sander Oostlander |
| 11.–14. Juli | Gesamtwertung Grand Prix Cycliste de Gemenc | Sander Oostlander |

## Team 2007
| Name                       | Geburtstag         | Nationalität | Team 2008                   |
| -------------------------- | ------------------ | ------------ | --------------------------- |
| Bart Boom                  | 2. Januar 1972     | Niederlande  |                             |
| Tim Dees                   | 21. Mai 1988       | Niederlande  |                             |
| Rick Fransen               | 5. Dezember 1985   | Niederlande  |                             |
| Marc Hester                | 28. Juni 1985      | Dänemark     | Designa Kokken (2009)       |
| René Hooghiemster          | 30. Juli 1986      | Niederlande  |                             |
| Mitchell Huenders          | 12. Juli 1988      | Niederlande  |                             |
| Jenning Huizenga           | 29. März 1984      | Niederlande  |                             |
| Lars Jun                   | 10. Juni 1987      | Niederlande  | P3 Transfer-Batavus         |
| Sebastiaan Kamphuis        | 9. Februar 1987    | Niederlande  |                             |
| Jasper Lenferink           | 2. Dezember 1982   | Niederlande  | Krolstone Continental Team  |
| Marc Lotz                  | 19. Oktober 1973   | Niederlande  | Karriereende                |
| Peter Olde Dubbelink       | 7. Januar 1980     | Niederlande  |                             |
| Cornelius van Ooijen       | 23. Februar 1986   | Niederlande  | Cyclingteam Jo Piels (2009) |
| Sander Oostlander          | 25. November 1984  | Niederlande  |                             |
| Niels Pieters              | 20. September 1985 | Niederlande  |                             |
| Marc Reef                  | 22. März 1986      | Niederlande  |                             |
| Paul de Rooij              | 13. Dezember 1984  | Niederlande  |                             |
| Jeff Vermeulen (ab 01.08.) | 7. Oktober 1988    | Niederlande  |                             |